# Lletimó

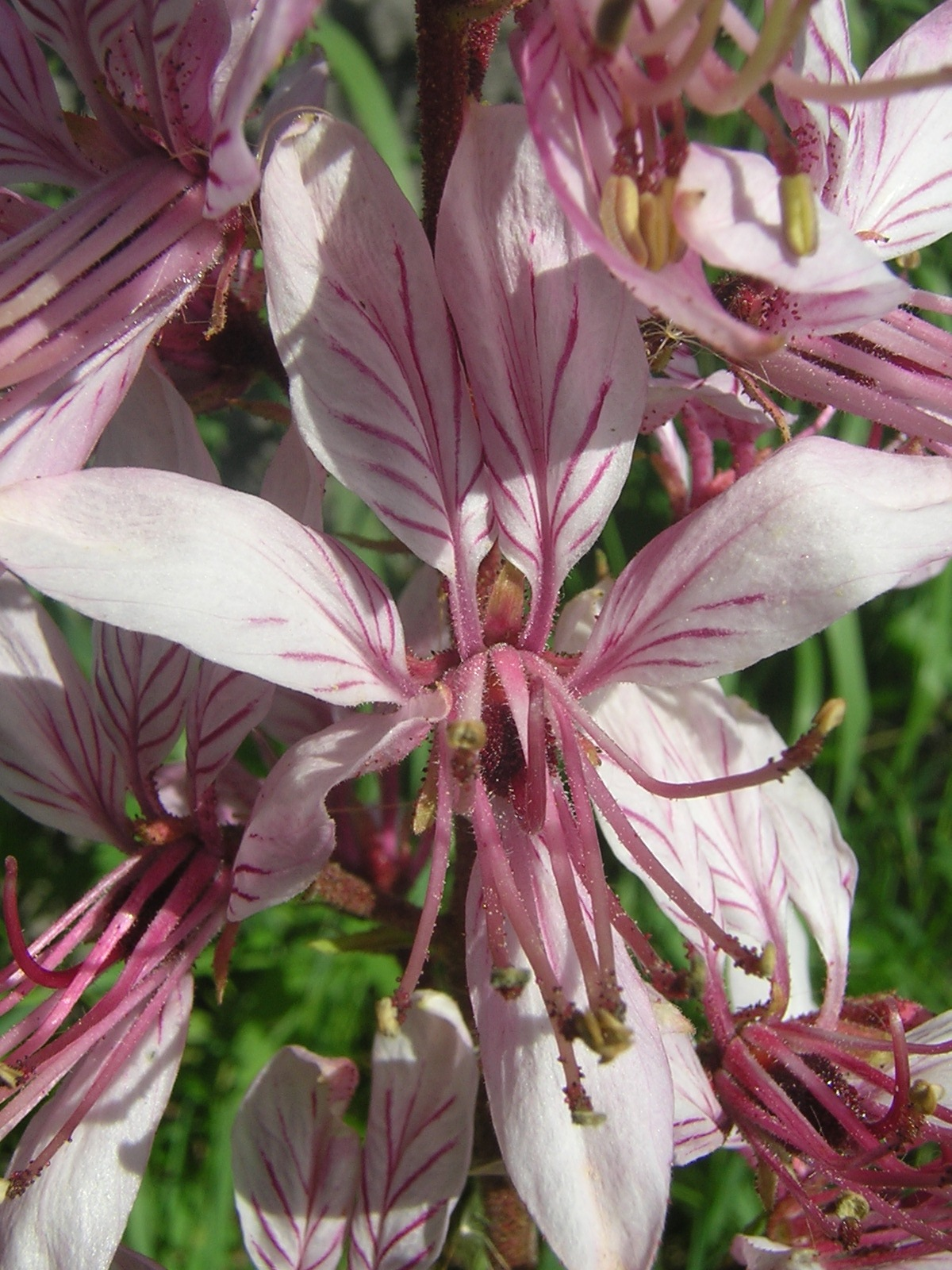
Detall de les flors.

El lletimó (Dictamnus albus) és una herba amb diverses tiges, robusta glandulosa i molt aromàtica, tiges erectes i fulles compostes, flors rosades en panícula, fruit en càpsula de 5 carpels. Arriba excepcionalment a més d'un metre d'alçada i viu en boscos caducifolis.
Aquesta planta es troba en estat silvestre des del centre d'Alemanya al nord, a Romania a l'est i en punts aïllats de la Catalunya plujosa fins a les muntanyes de Prades. També creix en punts de l'interior de la península Ibèrica.
És molt similar a una espècie del mateix gènere Dictamnus, el gitam (Dictamnus hispanicus), però no és tan apreciada respecte a les seves propietats medicinals.

## Nomenclatura
El lletimó, timó de llei (Dictamnus albus), del grec "diktamnos" paraula composta de Dike (muntanya homònima de l'illa de Creta) i de "thamnos" arbust. "Albus" prové del llatí i vol dir blanc.
És un arbust de la família de les rutàcies que no és gens abundant.

## Ecologia
És un arbust present al Sud d'Europa, nord d'Àfrica i l'Àsia central i meridional. A Catalunya es troba a la comarca d'Olot, al peu del Montseny i a la Serra de Prades.

## Morfologia
És un arbust perenne d'arrel fasciculada amb les tiges llenyoses a la base i herbàcies a la resta. Té una alçada d'uns 80 cm.
Les tiges presenten pèls simples i pèls glandulars de color rosa fosc. Les fulles només tenen pèls simples.
Les fulles bassals són simples, les altres són pinnaticompostes (imparipinnada) dividida en 7-9 segments de forma ovada, ovada-lanceolada o lanceolada de 3-6 cm, verd intens en l'anvers i més pàlides al revers. A contrallum tenen puntets clars transparents que són bossetes d'essència.
Les inflorescències són unes terminals en forma de raïm de 5-25 flors.
La simetria és zigonomorfa amb bràctees.
El calze està format per 5 sèpals lanceolats soldats gamosèpal.
La corol·la és gran, formada per 5 sèpals, 2 pètals superiors, 2 pètals laterals i 1 pètal inferior lanceolat. Tot té un color rosa tènue (o blanc rosat), amb nervis púrpura i amb glàndules. És dialipètala (pètals lliures)
L'androceu està format per 10 estams corbats, 5 més alts que els altres, també amb glàndules.
El gineceu és pentacarpelar. El fruit és una càpsula que té 5 seccions disposades en forma d'estrella. Cada part està coberta de prominències glanduloses.
La planta desprèn una olor entre la ruda i l'anís.

## Farmacologia

### Composició química
Les arrels contenen: 
- Olis essencials: fraxinelona, timol, beta-pinero, geijereno i prefeijeno.
- Alcaloides: dictanina, gamma-fagarina, esquimianina.
- Triterpens: limonoides, limonina, obacunona, dictamdiol.

Les fulles contenen:
- Olis essencials: estragol, anetol, mirceno, limoné, eucaliptol, p-cimero.
- Alcaloides: fucoramines, psoraleno, xantotoxina, aurapteno, bergapteno E.
- Flavonoides: rutina, diosmina, isoquercitrina.
- Triterpens: limonina, obacunona.

### Usos medicinals
En usos tradicionals s'han utilitzat per:

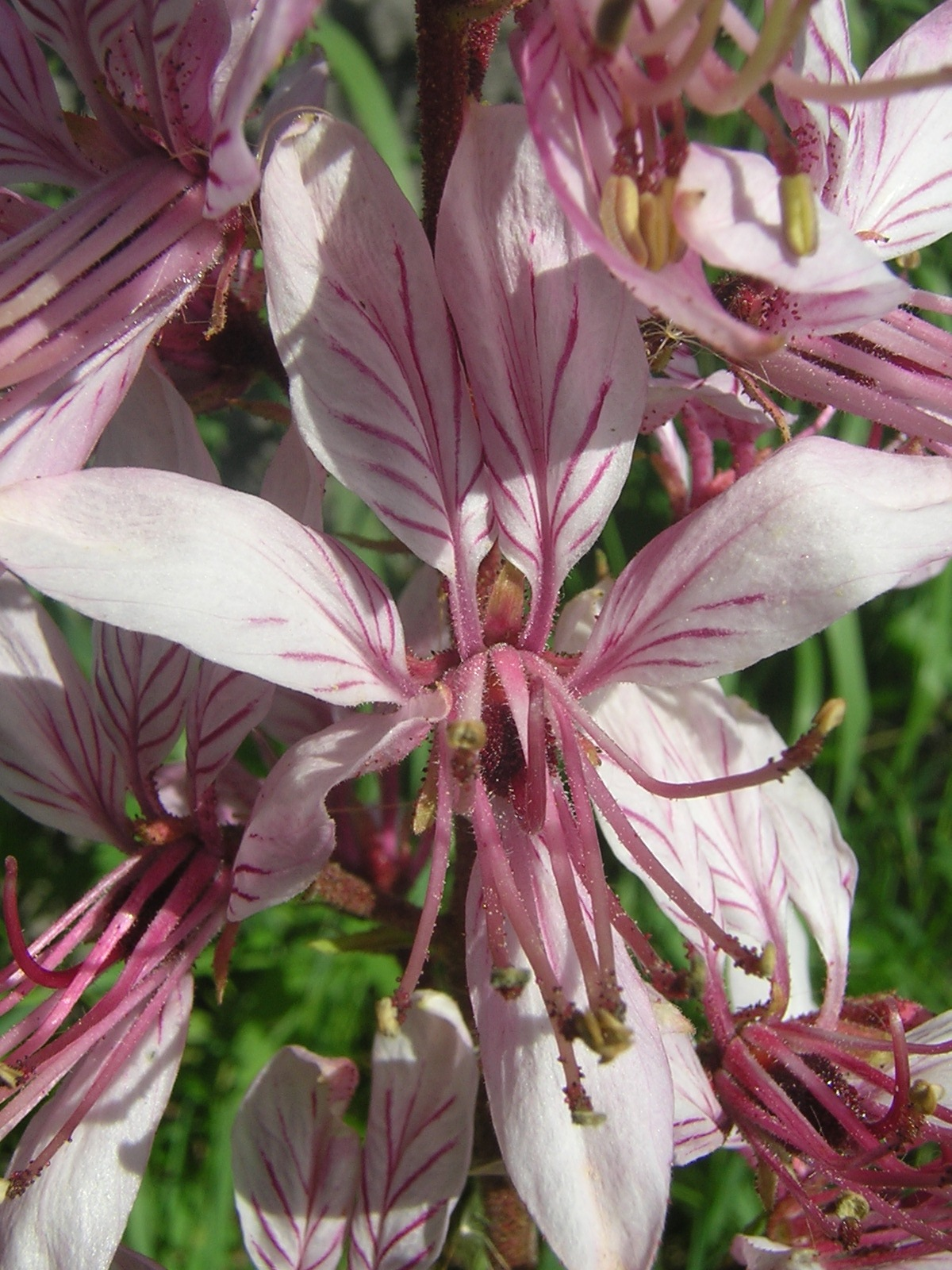
Detall de les flors.

- Tractament de parasitosis intestinals (ascaridosi, enterobiosi, teniosi, toxocarosi, tricuriosi).
- Espasmes abdominals.
- Amenorrea.

### Accions farmacològiques
- Antihelminitic.
- Disminueix l'alliberació d'ous Clonurchis sinensis.

### Toxicitat
La presència d'un alcaloide (dictamina), que és tòxic (té propietats oxitòciques), el fa contraindicat en l'embaràs i la lactància.
La presència de psoraleno i bergaptè (fucoraninas) són compostos fotosensibilitzants i això pot causar reaccions al·lèrgiques, dermatològiques en exposició al sol.